# BorsodChem
BorsodChem – węgierskie przedsiębiorstwo działające w branży chemicznej, z siedzibą w Kazincbarcika.
Przedsiębiorstwo zostało założone w 1949 roku jako Borsodi Vegyi Kombinát. W 1963 roku uruchomiono w nim pierwszą na Węgrzech instalację produkującą poli(chlorek winylu). W latach 90. XX wieku spółka zaczęła produkować izocyjaniany, najpierw  metylodifenylodiizocyjanian (MDI), a na początku XXI wieku 2,4-diizocyjanianotoluen (TDI).
Na początku XXI wieku BorsodChem był zainteresowany szerokimi działaniami inwestycyjnymi w Europie, w tym w Polsce i w Czechach. W 2000 roku spółka nabyła Moravské chemické závody (MCHZ) w Ostrawie, producenta m.in. aniliny i cykloheksanonu, i przemianowała na BorsodChem MCHZ, s.r.o.. BorsodChem składał też oferty na zakup czeskiej firmy Spolana (ostatecznie kupionej przez Anwil) oraz rumuńskiego Oltchimu.
W Polsce BorsodChem interesował się nabyciem Zakładów Chemicznych Zachem oraz Petrochemii – Blachownia. Sfinalizowana została tylko ta druga transakcja, 6 października 2005 roku BorsodChem kupił 100% akcji Blachowni od Ciechu. Spółka ta wchodziła w skład BorsodChemu do roku 2017, kiedy została przejęta przez czeską spółkę DEZA, należącą do koncernu Agrofert.
W latach 2004–2006 akcje BorsodChemu były notowane na Giełdzie Papierów Wartościowych w Warszawie. W 2006 roku akcje zostały skupione przez fundusz private equity Permira i wycofane z obrotu giełdowego. W wyniku kryzysu finansowego wartość spółki spadła i Permira odsprzedała je chińskiemu koncernowi Wanhua, który przejął pełną kontrolę nad spółką w 2011 roku.